# Interfaccia utente tangibile
Si dicono interfacce utente tangibili, in inglese tangible user interface (TUI), quelle interfacce uomo-macchina che consentono di interagire con un sistema informatico manipolando degli oggetti fisici tangibili.
Una definizione convoluta introdotta allo scopo di designare in modo formale le componenti hardware delle interfacce utente, cioè quei dispositivi comunemente noti come periferiche di input, sennonché per una serie di fortuite circostanze l'ambito di applicabilità della definizione risultò molto di più ampio di quanto si sarebbe auspicato, con risultati imprevedibili.
Sebbene i dispositivi tradizionali come il mouse soddisfino pienamente la definizione, l'acronimo TUI viene oggi utilizzato prevalentemente per indicare le periferiche di input “alternative” e/o l'interazione con sistemi informatici basata sull'impiego di comuni oggetti fisici (come mele o martelli), non necessariamente equipaggiati di elettronica.

## Le TUI: un concetto nato per serendipità
Date le premesse per chiarire il concetto, è necessario collocarsi in prospettiva storica. Storicamente la progettazione di periferiche di input è sempre stata percepita come un'attività marginale ancillare ad obiettivi più complessi come lo sviluppo di sistemi o di interfacce uomo-macchina complete. Poiché tale situazione creava un certo imbarazzo, all'inizio degli anni '90 sull'onda del successo di vendite di mouse e joystick si propose di caratterizzare l'ambito applicativo corrispondente alle periferiche di input dandogli un nome un po' più specifico. La scelta cadde su graspable user interface (GUI), cioè interfacce utente afferrabili, per sottolineare l'interesse per quei dispositivi di input che si potevano impugnare o tenere in mano. Sfortunatamente l'acronimo GUI era già da tempo impiegato per designare le ben più famose graphical user interface, per cui si optò per un frettoloso cambio di iniziale.
Volendo ribadire l'interesse per gli aspetti hardware delle interfacce utente, anzi di più per quelle modalità di interazione basate sull'impiego di un terminale impugnabile o comunque di oggetti che si potevano toccare, si optò per la 'T' di tangibile. Solo in seguito ci si rese conto che l'apparentemente innocuo cambio di iniziale operato al solo scopo di evitare malintesi comportava conseguenze ben al di là del previsto, poiché faceva rientrare nella definizione qualsiasi tipologia di oggetto equipaggiato di circuiti elettrici utilizzabili per inviare dei segnali ad un computer; ciò valeva in particolar modo per vari tipi di dispositivi domotici o di elettrodomestici predisposti per essere controllati da un PC. Sconcertati dagli sviluppi, alcuni sviluppatori di periferiche si defilarono, mentre altri accettarono la sfida. Per coloro i quali si riconobbero nell'acronimo, le TUI diventarono il pretesto per un dibattito fra specialisti di discipline che altrimenti avrebbero avuto poco in comune, creando le opportunità per lo sviluppo di soluzioni interdisciplinari estremamente innovative. Data la natura fortuita delle circostanze che hanno prodotto questo fenomeno, è legittimo parlare di serendipità. Non è tuttavia da escludere la possibilità di un simile sviluppo anche in assenza dell'evento catalizzatore precedentemente ricordato. Ricordiamo a questo proposito come la possibilità che gli oggetti di uso comune potessero prendere parte al processo comunicativo fosse già stata in qualche modo presente nel “Trattato di semiotica generale” di Umberto Eco che risale agli anni '60.

## Aspetti pratici e applicativi
Passando dalle disquisizioni teoriche al piano pragmatico, è innanzitutto doveroso osservare che le periferiche di input tradizionali rientrano a pieno titolo nella definizione. Il mouse in particolare viene spesso citato come antesignano ed esempio delle moderne TUI, poiché trascinando il terminale impugnabile del mouse su di una superficie piana si può osservare uno spostamento conforme del cursore sullo schermo che evidenzia una chiara correlazione fra i due movimenti.
Nei vent'anni intercorsi dalla formulazione del concetto di TUI alle periferiche canoniche che già rientravano nel novero delle graspable user interface e ai dispositivi domotici, di cui già si è detto, si sono aggiunti moltissimi apparecchi originali espressamente progettati con l'intenzione di esplorare la possibilità di interagire con il computer utilizzando degli oggetti che in apparenza non dovrebbero avere nulla a che spartire con l'informatica.
Fra questi ricordiamo la segreteria telefonica a biglie proposta da Durrel Bishop nel 1992, le ricerche pionieristiche di Hiroshi Ishii (forse la personalità più in vista del mondo delle TUI) per finire con le applicazioni di Internet delle Cose e i tentativi di creare dei prototipi di qualcosa che si avvicini al ponte ologrammi di Star Trek (Microsoft HoloLens).

## Aspetti filosofici
Dopo aver evidenziato la vastità delle proposte, è importante osservare che, sebbene tutti gli apparecchi citati soddisfino la definizione di TUI, non tutti i loro ideatori si riconoscono all'interno della corrispondente filosofia e ciò a discapito del fatto che i contorni della definizione siano piuttosto sfumati tanto da esserci posto per tutti.
A questo proposito, è doveroso rilevare come il concetto di TUI sia caratterizzato, oltre che da un obiettivo tecnico, da una filosofia di sviluppo.
Dato il modo in cui si è giunti a formulare l'idea di TUI, i vincoli posti agli sviluppatori sono veramente minimi, per cui prescindendo dagli aspetti informatici le TUI si presentano come una palestra naturale che offre a tutti la possibilità di esercitare la propria fantasia e creatività, considerazioni che giustificano l'interesse degli appassionati del do it yourself (DIY - Fai da te) tecnologico per l'argomento.

## Aspetti tecnici
Pur nella convinzione che probabilmente esistono tante definizioni di TUI quante sono gli sviluppatori che si ispirano ad esse, i progetti realizzati presentano numerosi tratti in comune:
1) La rappresentazione fisica è computazionalmente accoppiata a quella digitale.
2) La rappresentazione fisica e quella virtuale sono accoppiate dal punto di vista percettivo.
3) La rappresentazione fisica integra i meccanismi per il controllo dell'interazione.
4) Lo stato fisico degli oggetti tangibili integra alcuni aspetti chiave dello stato del modello virtuale.
Per quanto concerne i primi due punti, si osservi che la relazione che lega lo spostamento del mouse ai movimenti del cursore sullo schermo presenta delle evidenti analogie, a differenza del meccanismo che fa corrispondere simili movimenti ai ripetuti interventi sulle freccette della tastiera.
Circa il terzo punto: questo non significa che i meccanismi impiegati per la generazione dei segnali di controllo dell'interazione debbano necessariamente risiedere a bordo del terminale impugnabile. In altri termini, non è necessario che quest'ultimo sia un apparecchio predisposto equipaggiato di appositi circuiti. L'oggetto manipolato potrebbe benissimo essere un semplice utensile, quindi una cosa inanimata, il cui stato potrebbe essere monitorato da sensori ambientali cui potrebbe essere demandato il compito di generare i segnali che controllano l'interazione.
Il quarto punto evidenzia una proprietà delle moderne TUI che in genere le periferiche tradizionali non posseggono, cioè la possibilità di restituire naturalmente - e cioè in virtù delle loro caratteristiche fisiche - un feedback tattile che riflette gli effetti della manipolazione sul piano virtuale, aumentandone il realismo (la user experience [UX] che si ottiene impiegando il mouse per brandire una racchetta da tennis in un videogioco sportivo è di gran lunga meno soddisfacente di quella ottenibile con il simulacro fornito in abbinamento a certe console, e questa a sua volta è meno realistica di quella ottenibile impiegando una racchetta vera).
I requisiti concernenti il realismo traggono in particolar modo beneficio dalla possibilità di manipolare contemporaneamente più oggetti (multiplexing spaziale e temporale), nonché dalla possibilità di impiegare come terminale impugnabile l'oggetto reale o una sua fedele riproduzione, compiendo dei movimenti sul piano fisico e quindi ricevendo immediatamente tutti i feedback “naturali” compresi quelli tattili e quelli derivanti dalle costrizioni spaziali.
Per finire, operando sul piano fisico reale è molto più facile gestire il problema della riconfigurazione strutturale di entità tridimensionali, poiché basta acquisire i risultati delle manipolazione, evitando la complessità che la simulazione delle suddette manipolazioni comporterebbe se fosse operata nel piano virtuale.